# Ligne Nanakuma
La ligne Nanakuma (七隈線, Nanakuma-sen) est une ligne du métro de Fukuoka au Japon. Officiellement la ligne 3 du réseau, elle relie la station de Hashimoto à celle de Hakata. Longue de 13,6 km, elle traverse les arrondissements de Nishi, Sawara, Jōnan, Chūō et Hakata à Fukuoka. Sur les cartes, la ligne est identifiée avec la lettre N et sa couleur est verte.
Comme les deux autres lignes du métro de Fukuoka, les stations sont équipées de portes palières et les rames sont opérées automatiquement. 

## Histoire
La ligne Nanakuma est ouverte au public le 3 février 2005. Elle est prolongée jusqu'à la station Hakata le 27 mars 2023.

## Caractéristiques

### Ligne
- Écartement : 1 435 mm[1]
- Alimentation : 1 500 V par caténaire
- Vitesse maximale : 70 km/h

### Tracé
|  |

### Liste des stations

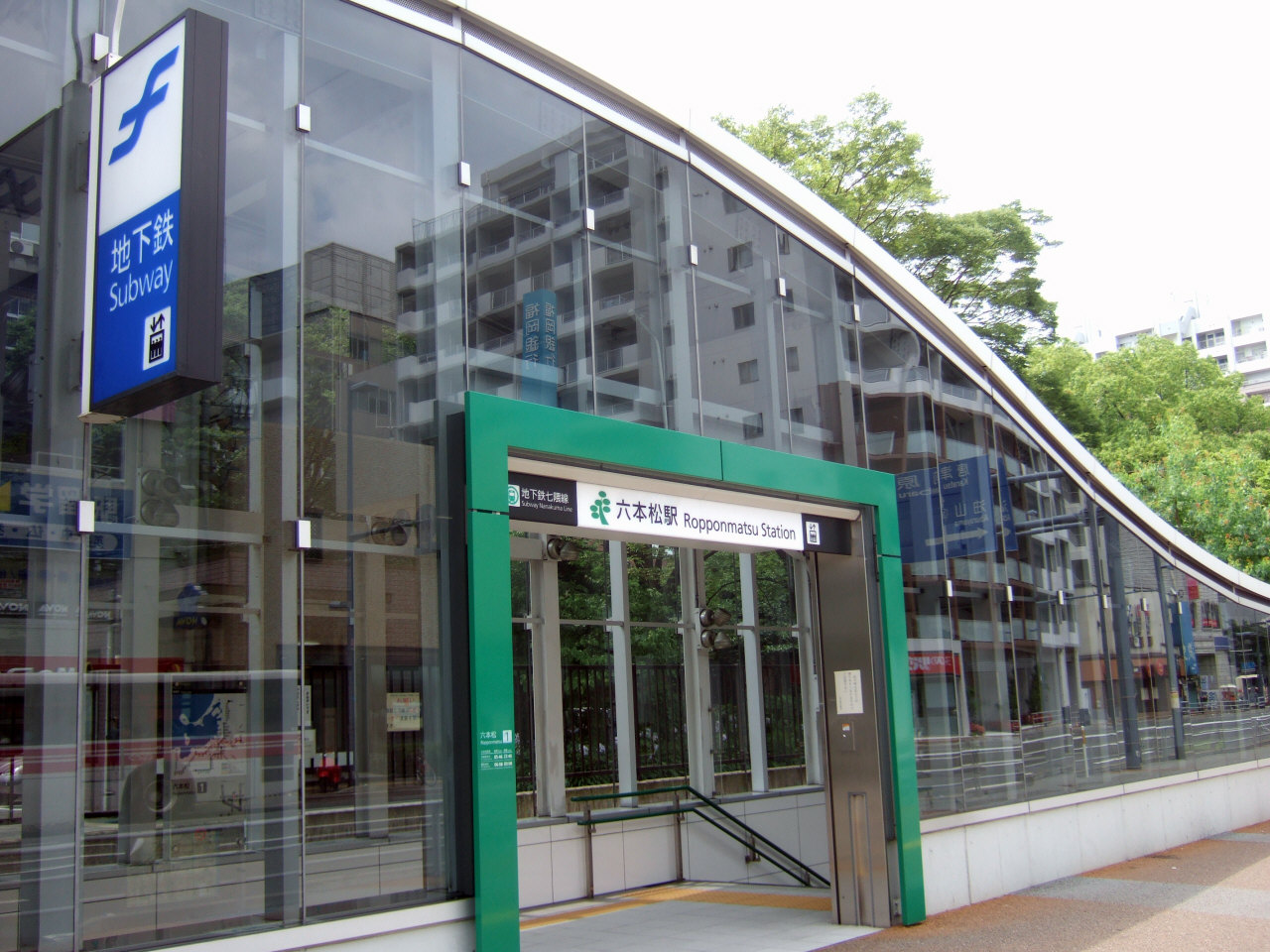
Entrée de la station Ropponmatsu.

La ligne Nanakuma comporte 18 stations, identifiées de N01 à N18.
| Numéro | Station           | Nom japonais | Distance (km) | Correspondances | Arrondissement |
| ------ | ----------------- | ------------ | ------------- | --- | -------------- |
| N01    | Hashimoto         | 橋本         | 0             | | Nishi          |
| N02    | Jiromaru          | 次郎丸       | 1,0           | | Sawara         |
| N03    | Kamo              | 賀茂         | 1,7           | | Sawara         |
| N04    | Noke              | 野芥         | 2,6           | | Sawara         |
| N05    | Umebayashi        | 梅林         | 3,4           | | Jōnan          |
| N06    | Fukudai-mae       | 福大前       | 4,3           | | Jōnan          |
| N07    | Nanakuma          | 七隈         | 4,9           | | Jōnan          |
| N08    | Kanayama          | 金山         | 5,7           | | Jōnan          |
| N09    | Chayama           | 茶山         | 6,5           | | Jōnan          |
| N10    | Befu              | 別府         | 7,5           | | Jōnan          |
| N11    | Ropponmatsu       | 六本松       | 8,3           | | Chūō           |
| N12    | Sakurazaka        | 桜坂         | 9,2           | | Chūō           |
| N13    | Yakuin-odori      | 薬院大通     | 10,2          | | Chūō           |
| N14    | Yakuin            | 薬院         | 10,8          | Nishitetsu : Tenjin Ōmuta                                                                                                   | Chūō           |
| N15    | Watanabe-dori     | 渡辺通       | 11,3          | | Chūō           |
| N16    | Tenjin-minami     | 天神南       | 12,0          | Métro de Fukuoka : Kūkō Nishitetsu : Tenjin Ōmuta                                                                           | Chūō           |
| N17    | Kushida-jinja-mae | 櫛田神社前   | 13,0          | | Chūō           |
| N18    | Hakata            | 博多         | 13,6          | Métro de Fukuoka : Kūkō JR Kyushu : Kyūshū Shinkansen, Kagoshima, Fukuhoku Yutaka JR West : Sanyō Shinkansen, Hakata-Minami | Hakata         |

## Matériel roulant

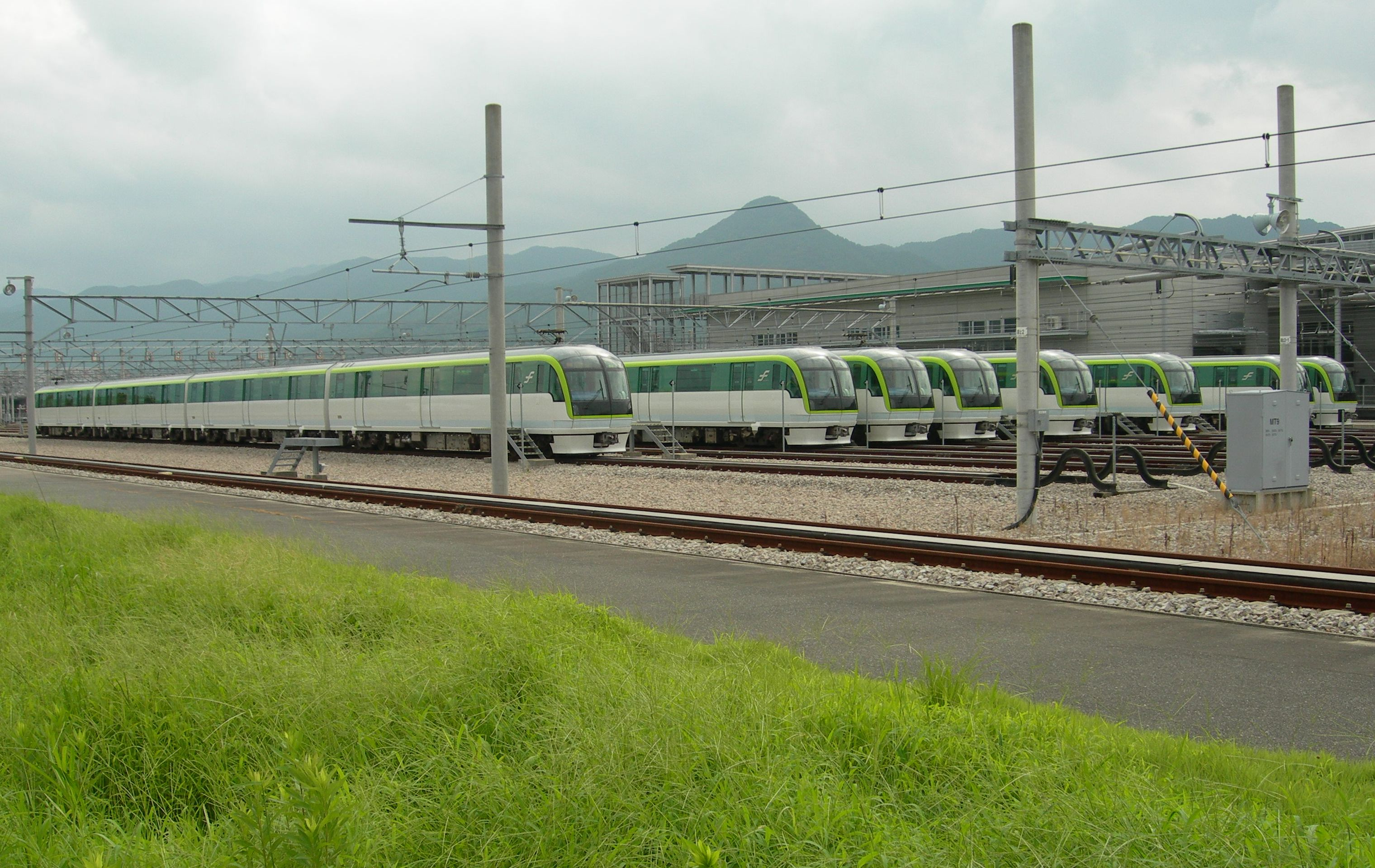
Rames série 3000 au dépôt de Hashimoto.

La ligne Nanakuma utilise des rames de métro série 3000. Ces rames ont la particularité d'être propulsées par des moteurs électriques linéaires.

## Projets
En 2022, le maire de la ville, Sōichirō Takashima, annonce prévoir prolonger la ligne jusqu'à la station Aéroport de Fukuoka permettant de desservir l'aéroport.